# Labidiosticta vallisi
Labidiosticta vallisi là loài chuồn chuồn trong họ Isostictidae. Loài này được Fraser mô tả khoa học đầu tiên năm 1955.